# Олива, Серхио
Се́рхио Оли́ва (исп. Sergio Oliva; 4 июля 1941 — 12 ноября 2012) — кубинский бодибилдер, трёхкратный Мистер Олимпия (1967—1969).

## Биография
Серхио родился 4 июля 1941 года в Гаване на Кубе. В юности занимался тяжелой атлетикой, был в составе сборной страны. Пытаясь сбежать с Кубы после революции, Серхио наконец нашёл политическое убежище в США в 1961 году. Вскоре он поселился в Майами, Флорида. Пытаясь найти любую работу, стал ремонтировать телевизоры.
В 1963 году он уже жил в Чикаго, Иллинойс. Там Серхио упорно работал над собой. Первая победа на соревнованиях в биографии Серхио Оливы состоялась в том же 1963 году на «Мистер Чикаго». Уже в следующем году он победил на конкурсе «Мистер Иллинойс». В 1965 году на соревнованиях «Мистер Америка» Серхио стал вторым. Затем же он присоединился к Международной федерации бодибилдинга. В 1966 году им были завоеваны престижнейшие звания — победителя конкурса Mr. World и Mr. Universe. В том же году он стал четвёртым на соревнованиях «Мистер Олимпия». В 1969 году Олива в третий раз одерживает победу на Олимпии, победив дебютанта Арнольда Шварценеггера. Впоследствии Арнольд поклялся, что больше никому не проиграет — и слово сдержал.
Более 25 лет в своей биографии Серхио Олива проработал офицером в полиции. В 1985 году покидает профессиональный спорт.
Летом 1986 жена Серхио 5 раз выстрелила в него, одна из пуль попала в живот. После этого ранения последовал развод. Она назвала это «самообороной», а сам Серхио — «несчастным случаем».
Серхио Олива скончался на 72-м году жизни 12 ноября 2012 года по причине почечной недостаточности.

## Антропометрические данные
- Рост — 175,26 см
- Вес — 102 кг
- Грудная клетка — 132 см
- Бицепс — 54 см
- Предплечье — 39,5 см
- Талия — 75 см
- Бедро — 73,66 см
- Икры — 47 см